# Sorghum leiocladum
Sorghum leiocladum är en gräsart som först beskrevs av Eduard Hackel, och fick sitt nu gällande namn av Charles Edward Hubbard. Sorghum leiocladum ingår i släktet durror, och familjen gräs. Inga underarter finns listade i Catalogue of Life.